# Saimiri oerstedii
Saimiri oerstedii é uma espécie do gênero Saimiri (macacos-de-cheiro) da costa do Oceano Pacífico da Costa Rica e Panamá. É restrito ao noroeste do Panamá na fronteira com a Costa Rica, e na parte central e sul da costa do Pacífico na Costa Rica, principalmente no Parque Nacional Manuel Antonio e no Parque Nacional Corcovado.
É um pequeno macaco com as costas laranja e uma distinta máscara facial preta e branca. Possui uma dieta onívora, comendo frutos, e outros materiais vegetais, invertebrados e pequenos vertebrados. Possui muitos predadores, como rapinantes, felinos e cobras. Vive em grandes grupos que contem entre 20 e 75 indivíduos. S. oerstedii possui uma das organizações sociais mais igualitárias entre os primatas. Fêmeas não formam hierarquia de dominância, e machos só a formam durante o período de acasalamento. Elas ficam sexualmente maduras com 2,5 anos de idade, e machos entre 4 e 5 anos. As fêmeas deixam o grupo quando adultas, mas os machos podem permanecer no grupo pela vida inteira. Samiri oerstedii pode viver até 15 anos de idade.
A população da espécie vem declinando, principalmente depois da década de 1970. Este declínio é causado pelo desmatamento, caça, e captura para o comércio de animais de estimação. Existem esforços para preservar a espécie, principalmente na Costa Rica. Apesar das ameaças às populações, em 2008 a IUCN atualizou seu estado de conservação de "em perigo" para "vulnerável".

## Taxonomia e evolução
Saimiri oerstedii é um membro da família Cebidae, uma família de macacos do Novo Mundo que reúne os macacos-de-cheiro, caiararas e saguis. Dentro desta família, é membro da subfamília Saimiriinae, na qual estão classificados os macacos-de-cheiro. É uma das cinco espécies reconhecidas deste tipo de macaco, e a única delas que ocorre fora da América do Sul. Faz parte do gênero Saimiri (Voigt, 1831), assim como todos os outros macacos-de-cheiro. Dentro desse gênero, S. oerstedii tem um parentesco mais próximo com S. sciureus e S. ustus, e essas três espécies formam o complexo de espécie S. sciureus. O binomial Saimiri oerstedii foi dado por Johannes Theodor Reinhardt em homenagem a seu colega, o biólogo dinamarquês Anders Sandoe Oersted.
Há duas subespécies de S. oerstedii:
- Saimiri oerstedii oerstedii
- Saimiri oerstedii citrinellus

Acreditava-se que essa espécie era derivada de indivíduos sul-americanos trazidos à América Central por humanos. Evidências para essa teoria incluem a pequena distribuição geográfica de S. oerstedii e um grande espaço "vazio" entre sua área de ocorrência e as de outras espécies de macacos-de-cheiro. Mas um estudo publicado em 2006, no qual foram analisados DNA nuclear e mitocondrial de primatas, demonstrou que S. oerstedii é, de fato, uma espécie distinta das demais, e que aparentemente divergiu dos macacos-de-cheiro sul-americanos entre 260 mil e 4 milhões de anos atrás.
Uma hipótese popular é de que os macacos-de-cheiro da Colômbia do fim do Mioceno e início do Plioceno migraram para a América Central, tornando-se os ancestrais dos atuais macacos-de-cheiro centro-americanos. De acordo com essa hipótese, Alouatta pigra também migrou para América Central nesta época. Passaram pelo istmo do Panamá, e eventualmente abriram caminho para outra onda de migração há cerca de 2 milhões de anos. Esses últimos migrantes, ancestrais dos modernos macacos centro-americanos, competiram com os mais antigos migrantes, S. oerstedii e Alouatta pigra, restringindo a distribuição geográfica dessas espécies.

## Distribuição geográfica e habitat
A espécie é restrita à Costa Rica e Panamá e somente na costa do Oceano Pacífico. Vai desde a parte central do litoral da Costa Rica até o oeste do Panamá. Ocorre em dois parques nacionais da Costa Rica: Parque Nacional Manuel Antonio e Parque Nacional Corcovado, onde podem ser avistados por turistas, mas são menos comuns que Alouatta palliata e o Cebus capucinus. Vive em florestas de terras baixas, e habitat a floresta secundária e a primária, mesmo que parcialmente derrubada. S. oerstedii requer florestas com abundante vegetação em estratos baixos da floresta e parece ter dificuldades para sobreviver em florestas maduras e não perturbadas em que essa vegetação carece.

## Descrição
Saimiri oerstedii difere em coloração dos macacos-de-cheiro sul-americanos. Enquanto esses últimos tendem a ser esverdeados, S. oerstedii possui o dorso laranja, com ombros, quadris e cauda oliváceos, e a parte interior dos membros de cor branca. As mãos e pés são laranja. Há um capuz preto na cabeça, e a ponta da cauda é preta. Machos geralmente possuem esse capuz de cor mais clara que as fêmeas. A face é branca com um arco ao redor dos olhos, nariz e boca de cor preta.

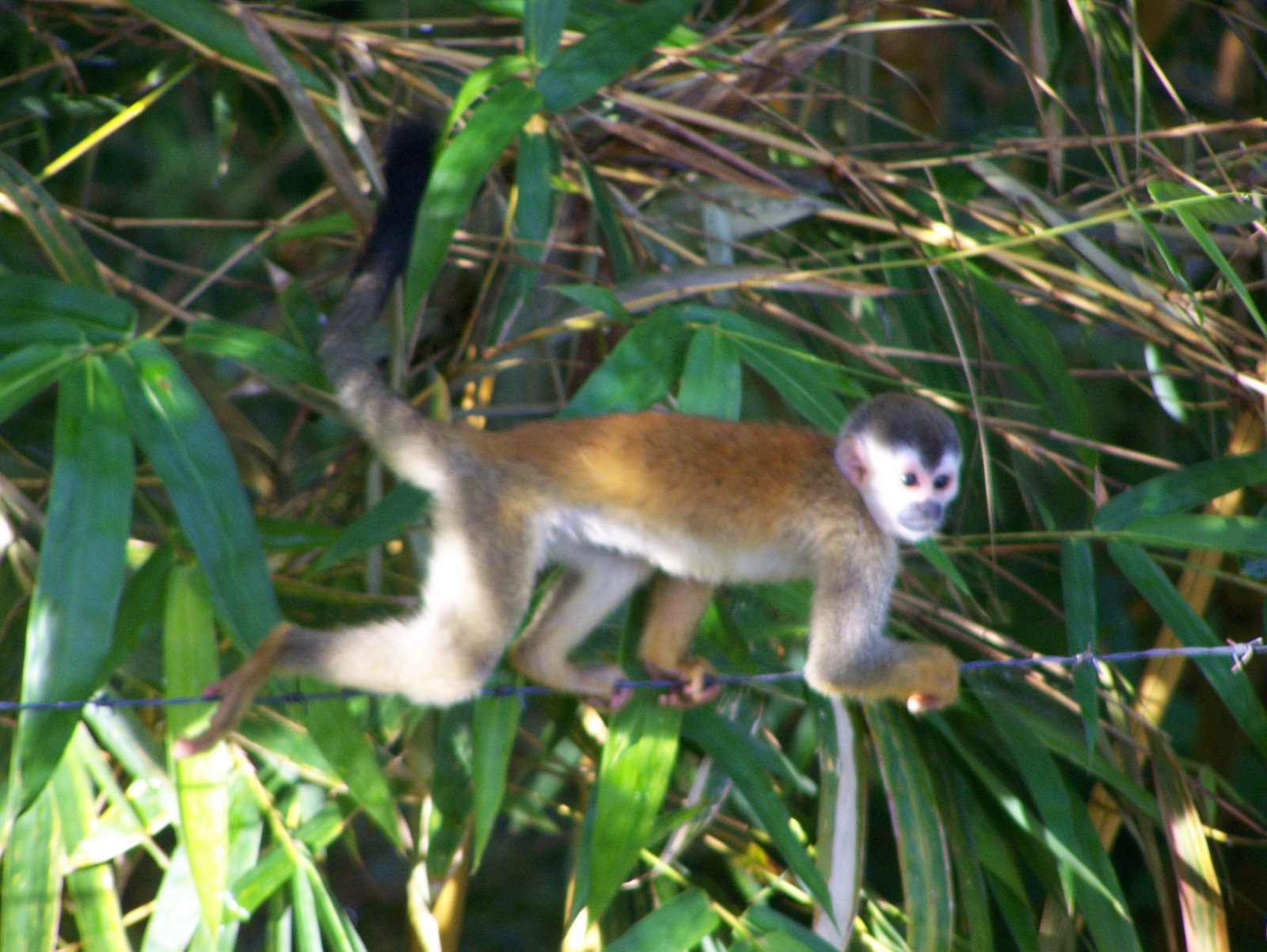
Coloração do corpo

As duas subespécies são similares em coloração, mas diferem na tonalidade do capuz. A subespécie mais ao norte, que vive na costa do Pacífico na Costa Rica, possui esse capuz de cor mais clara quando comparado com a subespécie que ocorre mais ao sul, que vive no Panamá e em partes da Costa Rica próximas ao Panamá. Essa última subespécie também possui membros e partes inferiores de cor amarelada.
Adultos atingem um comprimento entre 26,6 cm e 29,1 cm, sem a cauda, e podem pesar entre 600 g e 950 g. A cauda é mais longa que o corpo, tendo entre 36,2 e 38,9 cm de comprimento. Como os outros macacos-de-cheiro, há considerável dimorfismo sexual. Em média, machos são 16% maiores do que as fêmeas. Machos pesam cerca de 829 g, e fêmeas, cerca de 695 g. Macacos-de-cheiro possuem grandes cérebros em relação ao corpo, pesando cerca de 25,7 g, o que corresponde a 4% da massa corporal. Ao contrário de seus parentes próximos, como os macacos-pregos, macacos-aranhas e bugios, a sua cauda não é completamente preênsil, exceto em recém-nascidos, e ela é utilizada primariamente para manutenção de equilíbrio.

## Ecologia e comportamento

### Organização social
Os macacos-de-cheiro são arborícolas e diurnos, e frequentemente se locomovem pelas árvores com os quatro membros (quadrupedalismo). Vivem em grupos contendo vários machos e fêmeas adultos e juvenis. O tamanho do grupo tende a ser menor do que as espécies sul-americanas, mas ainda é maior que muitos outros macacos do Novo Mundo. O grupo geralmente tem entre 20 e 75 indivíduos, com uma média de 41 macacos por grupo. Grupos com mais de 100 indivíduos podem ocorrer, mas acredita-se que são fusões temporárias de dois grupos. Em média, grupos contém 60% a mais de fêmeas.

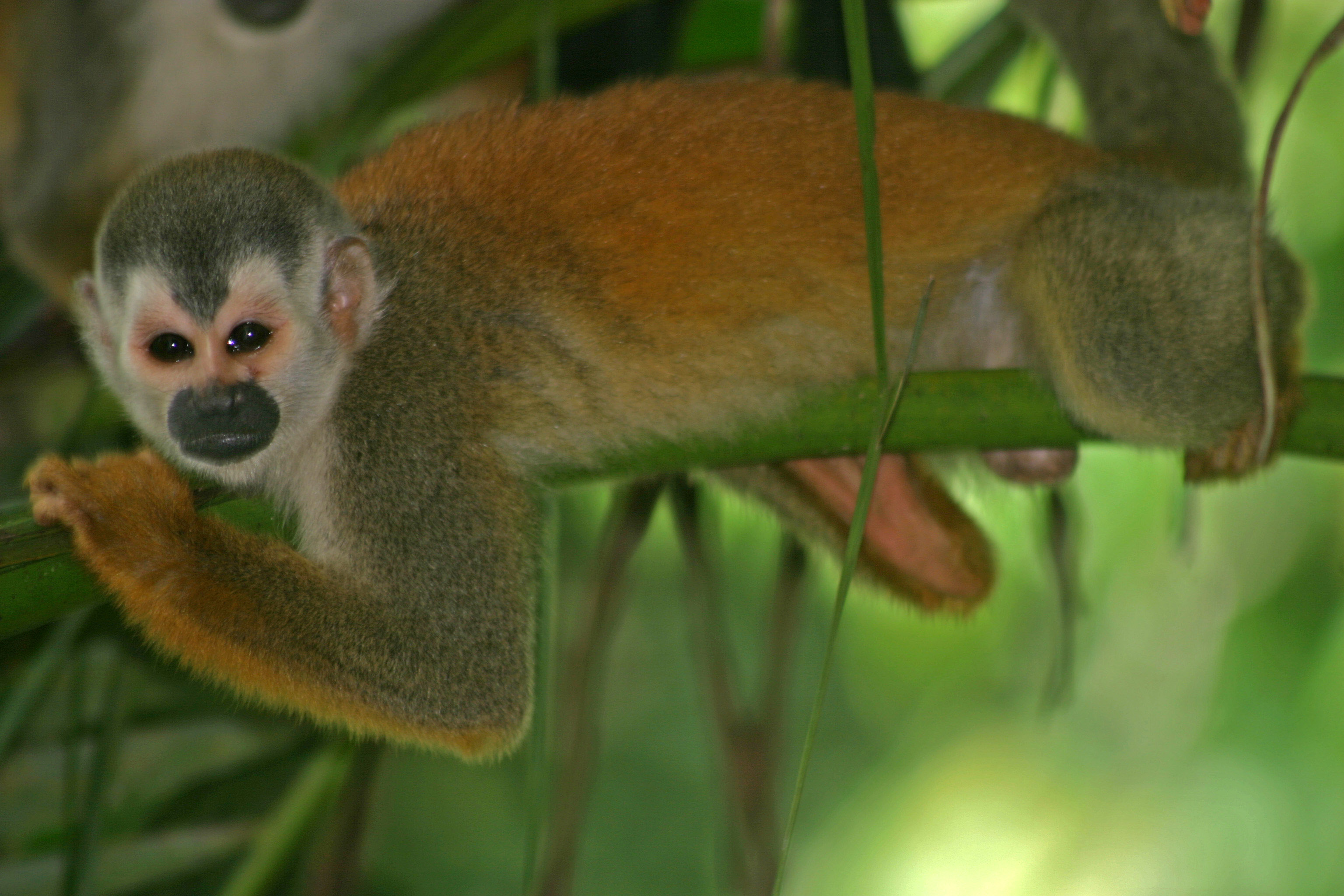
Descansando em um galho

S. oerstedii possui territórios entre 35 e 63 hectares. Territórios podem se sobrepor, especialmente em grandes áreas protegidas, como o Parque Nacional Manuel Antonio. Menos sobreposição ocorre em áreas mais fragmentadas. O deslocamento diário está entre 2500 e 4200 m. Ao contrpario de outras espécies de macacos, os grupos não se separam em grupos de forrageio durante o dia. Indivíduos podem se isolar do grupo para engajar em diferentes atividades várias vezes ao dia, o que acaba dispersando o grupo em 1,2 hectares em um dado momento. O grupo tende a dormir na mesma árvore toda noite por meses, ao contrário das outras espécies do mesmo gênero.
Não há hierarquia de dominância entre as fêmeas, e elas não formam coalizões. Machos do grupo são geralmente parentes e podem formar coalizões muito estáveis e duradouras, e somente formam hierarquia de dominância durante o período de estro das fêmeas. Isto é especialmente o caso entre machos de mesma idade. Machos e fêmeas não estabelecem dominância entre si, e é um sistema social único aos primatas centro-americanos. Em espécies da América do Sul, as fêmeas (S. boliviensis) ou os machos (S. sciureus) são dominantes em relação ao outro sexo, e ambas as espécies formam hierarquias bem estabelecidas Machos dos macacos-de-cheiro costarriquenhos são conhecidos por formarem relações muito fortes entre si.

### Associações com outras espécies
Embora as espécies sul-americanas frequentemente se deslocam e comem junto com os caiararas e macacos-pregos, S. oerstedii raramente forma associações com Cebus capucinus. Isto parece se relacionar ao fato de que os alimentos consumidos por S. oerstedii estão distribuídos em trechos menores e mais dispersos em comparação aos macacos-de-cheiro sul-americanos. Como resultado da diferença na distribuição de alimento, associações com os macacos-pregos resultam em altos custos de forrageamento aos macacos-de-cheiro centro-americanos. Ademais, enquanto os machos de C. capucinus estão alertas aos predadores, eles devotam mais atenção a potenciais machos rivais, e passam menos tempo se defendendo de predadores do que seus parentes sul-americanos. Portanto, associações com caiararas providenciam menos benefícios da proteção contra predadores e impõem maiores custos de forrageio para os macacos-de-cheiro centro-americanos.
Certas espécies de aves se associam com S. oerstedii. Aves seguem os macacos numa tentativa de predar insetos e pequenos vertebrados que esses macacos espantam. No Parque Nacional Corcovado, espécies de aves regularmente seguem macacos-de-cheiro, como Harpagus bidentatus, Eucometis penicillata e Dendrocincla anabatina, mas outras espécies de arapaçus e espécies de juruvas e Trogoniformes também fazem isso. Esta atividade aumenta durante a estação chuvosa, quando artrópodes são mais difíceis de serem encontrados.

### Dieta e forrageio

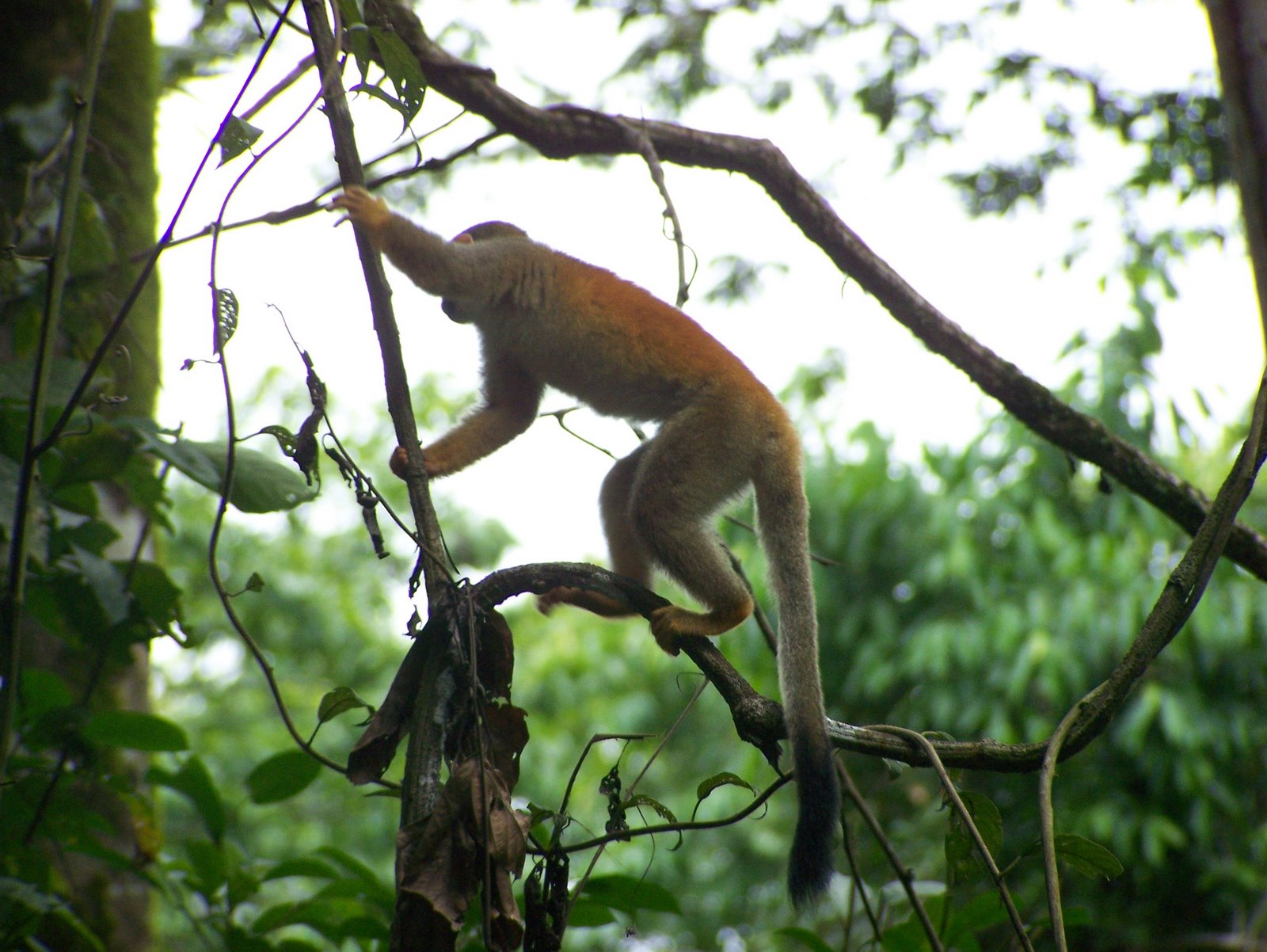
Forrageando no Parque Nacional Manuel Antonio

Saimiri oerstedii é onívoro. Sua dieta inclui insetos e larvas, (especialmente gafanhotos e lagartas), aranhas, frutos, casca de árvores, folhas, flores e néctar. Também se alimentam de pequenos vertebrados, incluindo morcegos, insetos, lagartos e pererecas. Forrageam nos estratos médio e baixos da floresta, tipicamente entre 4,5 m e 9,1 m de altura. Gastam até 75% do dia forrageando. É difícil encontrar seus alimentos preferidos no fim da estação chuvosa, quando poucos artrópodes estão disponíveis.
Possuem um método único de capturar morcegos da espécie Uroderma bilobatum. Olham para os morcegos pousados, procurando pelas tendas desses animais que são formadas por folhas dobradas. Quando encontrado um morcego, o macaco-de-cheiro escala até estratos altos das árvores e pulam das tendas, tentando desalojar o morcego. Se o morcego caído não voa para longe, o macaco o agarra no chão e o come.
S. oerstedii é um importante dispersor de sementes e polinizador de certas flores, incluindo Passiflora. Enquanto não sendo uma praga na agricultura, eles podem comer milho, café, bananas e mangas. Outros frutos ingeridos incluem os da embaúba, legumes, figos, de palmeiras, de Symphonia globulifera, de Pseudolmedia, de Xylopia e cajueiros selvagens.

### Comunicação
Saimiri oerstedii é um macaco barulhento. Produz muitos assovios, guinchos e gorjeios. O deslocamento através da floresta é feito acompanhado desses sons, além de movimentação da vegetação feita pelo deslocamento. Tem quatro vocalizações principais, que são descritas como "cacarejos", "cacarejos distorcidos", "piados" e "chilros".

### Predadores
Predadores da espécie incluem rapinantes, felinos e cobras. Serpentes peçonhentas e constritoras se alimentam de macacos-de-cheiro. Aves de rapina são predadores particularmente efetivos de S. oerstedii. Os machos mais velhos se responsabilizam na detecção de predadores. Quando um predador é detectado os animais emitem um piado de alarme muito agudo e corre em busca de abrigo. Todos os outros indivíduos que ouvem o alarme correm também. Esses macacos são particularmente cuidadosos com aves de rapina, e dão alarmes com qualquer objeto que lembre esses predadores, incluindo pequenos aviões, indo para lugares mais seguros.
A detecção de predadores pelos machos é particularmente importante durante o período que os filhotes nascem. Aves de rapina passam significativamente mais tempo perseguindo macacos-de-cheiro neste período, e atacam um número significativo de recém-nascidos. Outros animais que predam recém-nascidos da espécie são tucanos, a irara, gambás, quatis, cobras e até mesmo macacos-aranhas.

## Reprodução

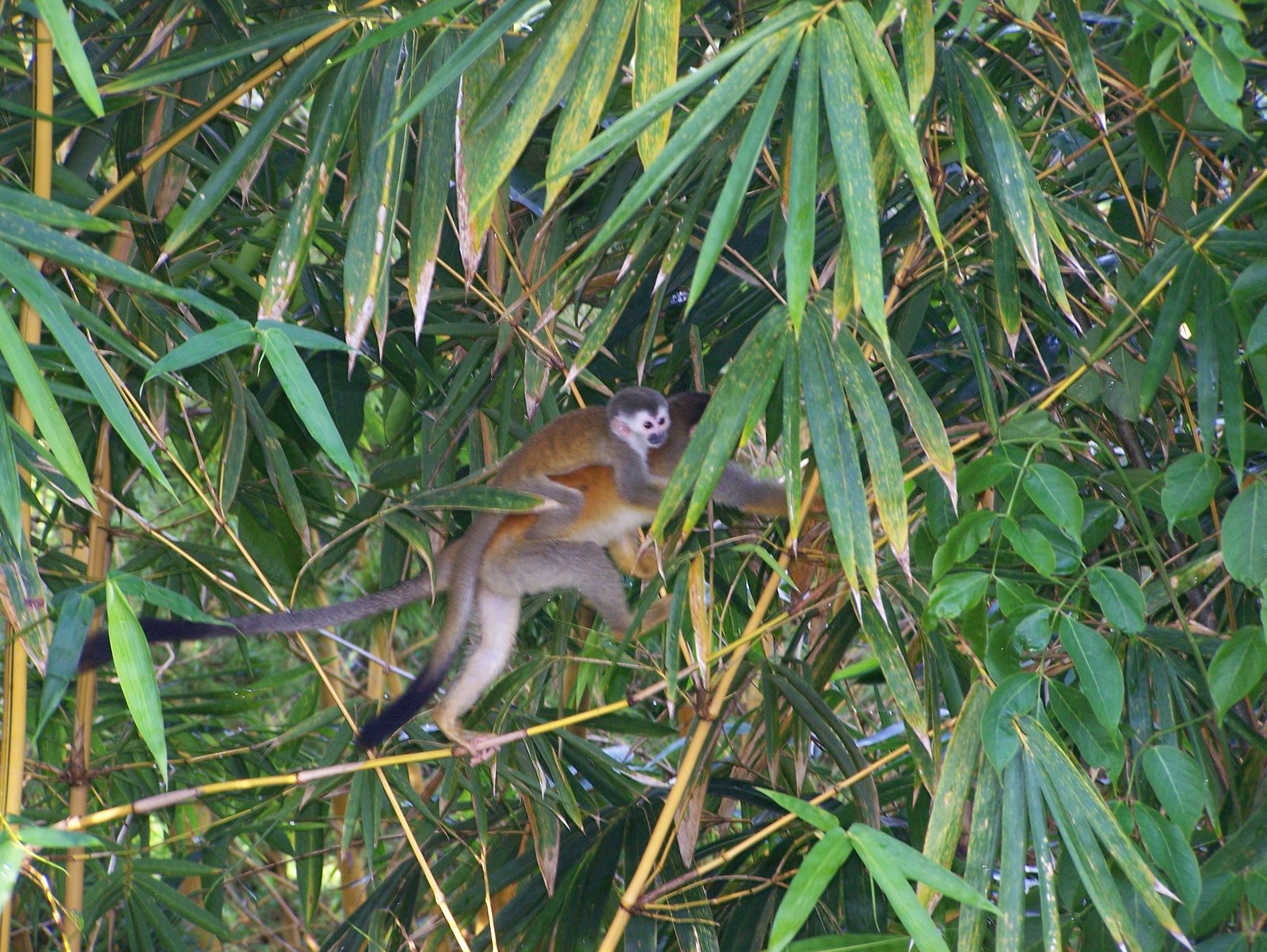
Juvenil de dois meses de idade nas costas da mãe

Existe estação de acasalamento sendo em setembro. Todas as fêmeas entram no estro praticamente ao mesmo tempo. Um mês ou dois antes dessa estação começar, os machos se tornam maiores. Não é necessariamente por conta de massa muscular extra, mas por alterações na quantidade de água no corpo dos machos. Isto é causado pela conversão da testosterona em estrógeno: portanto, quanto mais testosterona eles produzem, maiores ficam. Já que machos dentro de um grupo não são observados brigando pelo acesso à fêmeas no estro, e nem tentativas de forcá-las a copular, acredita-se que a escolha da fêmea é que determina qual macho irá copular. Fêmeas tendem a escolher machos que crescem mais durante a estação de acasalamento. Isto deve estar relacionado ao fato de que machos maiores são geralmente os mais velhos e mais eficientes em detectar predadores, ou isso pode ser um caso de seleção sexual.
Machos às vezes deixam o grupo por curtos períodos durante a estação de acasalamento para tentar acasalar com fêmeas de outros grupos. Fêmeas são receptivas aos machos de outros grupos, embora os machos residentes tentem repelir esses intrusos. A gestação dura seis meses, e os juvenis nascem todos em uma semana entre fevereiro e março. Geralmente, dão à luz a um filhote por vez.
Apenas 50% dos filhotes sobrevivem por mais de seis meses, principalmente devido à predação por aves de rapina. Os juvenis permanecem dependentes da mãe por cerca de um ano. Fêmeas dão à luz a cada 12 meses, portanto, o primeiro filhote se torna independente logo que nasce o mais novo. Elas se tornam sexualmente maduras com dois anos e meio de idade, enquanto os machos atingem a maturidade sexual bem mais tarde, entre os 4 e 5 anos. As fêmeas deixam o grupo natal logo após serem capazes de se reproduzir, enquanto que os machos geralmente permanecem nele por toda a vida. Este comportamento é diferente dos macacos-de-cheiro sul-americanos, cujos machos se dispersam para outros grupos, ou ambos os sexos fazem isso. Os machos da mesma idade tendem a associar-se uns aos outros em subgrupos etários. Quando atingem a maturidade sexual, um subgrupo pode escolher deixar o grupo e tentar conquistar outro bando a fim de aumentar as oportunidades reprodutivas.
A expectativa de vida de S. oerstedii em liberdade é desconhecida, mas indivíduos em cativeiro podem viver até mais de 15 anos. Outras espécies de macacos-de-cheiro são conhecidas por viverem mais de 20 anos.

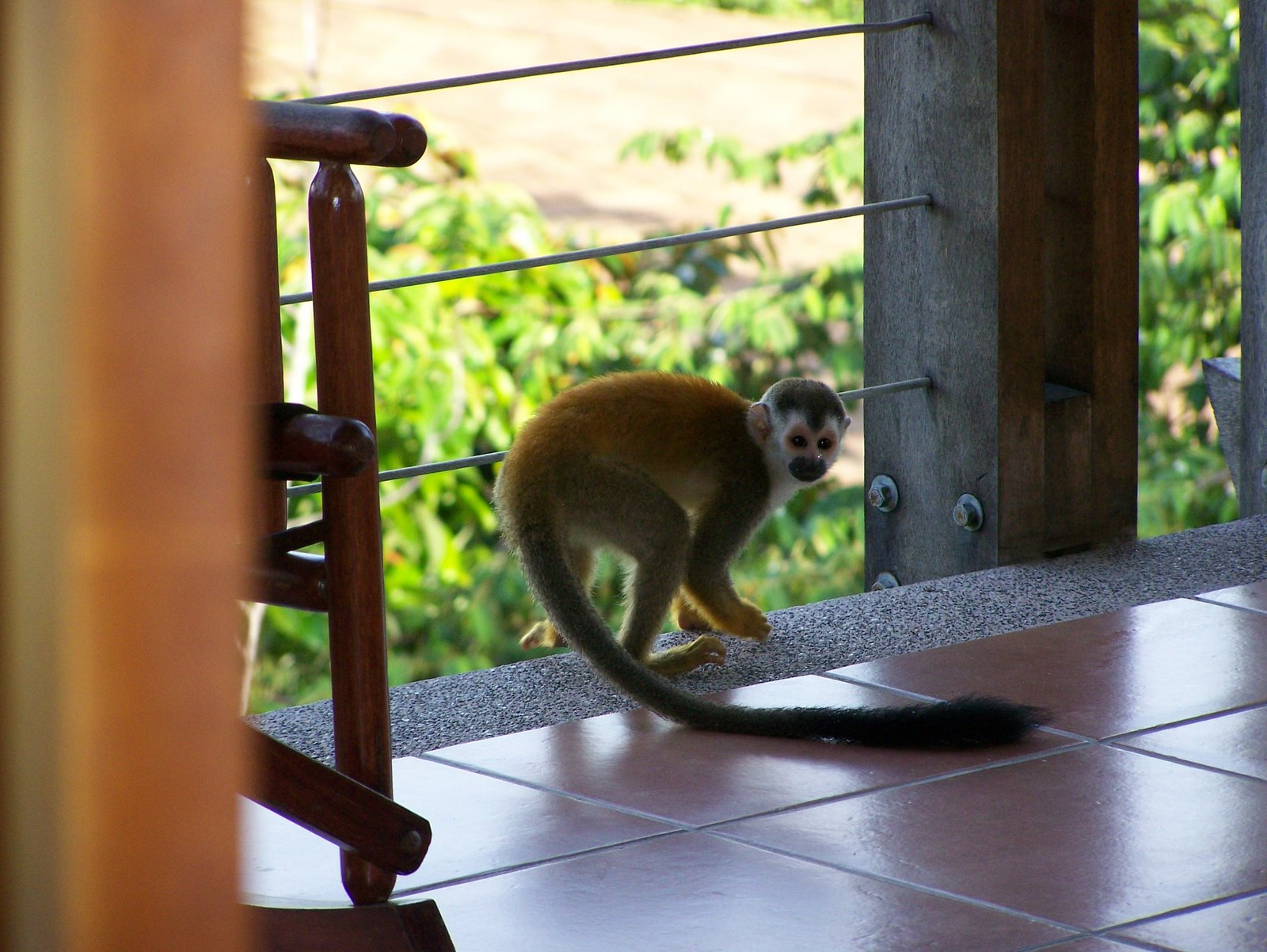
Próximo ao Parque Nacional Manuel Antonio, Costa Rica.

## Conservação
A densidade populacional tem sido estimada em 36 macacos por km² na Costa Rica e 130 no Panamá. Estima-se que a população da espécie diminuiu de 200 mil indivíduos na década de 1970, para menos de 5 mil. Isto se deve à desflorestação, caça e captura para o comércio de animais de estimação. Há significantes esforços na Costa Rica para preservar este macaco da extinção. Um projeto de reflorestamento no Panamá tenta preservar populações da província de Chiriquí.
Em 2008, S. oerstedii foi listado como "vulnerável" do ponto de vista do estado de conservação, pela IUCN. Isso deve ao fato de que sua ocorrência se restringe a 8 000 km², mas é fragmentada e sofre com a perda de habitat. Esta avaliação melhorou em relação a de 2003, na qual S. oerstedii era listado como "em perigo".